# Scipione Gonzaga
Scipione Gonzaga (Màntua, 11 de novembre de 1542 – San Martino dall'Argine, 11 de gener de 1593), va ser un cardenal italià.

## Biografia
Scipione va néixer a Màntua, pertanyent a la branca dels ducs de Sabbioneta, de la Família Gonzaga. La seva joventut va passar amb el Cardenal Ercole Gonzaga, aprenent ràpidament grec i Llatí. A Bolonya, i més tard a Pàdua, va estudiar matemàtiques i filosofia, En aquesta última ciutat va fundar a Accademia degli Eterei.
Al llarg de la seva vida, va ser patró de la literatura i de les lletres. Torquato Tasso va buscar el seu consell sobre el Jerusalem alliberada, així com Guarino, que li va dedicar el seu Pastor Fido.
A la casa de Scipione, a Roma, el Palazzo Aragona Gonzaga, era un local de trobada de músics i intel·lectuals.
El cardenal Gonzaga intervé en els conclaves de 1590 (elecció de Urbà VII i de Gregori XIV), de 1591 (elecció d'Innocenci IX) i de 1592 (elecció de Climent VIII).